# Farbror John och surmaskinen
Farbror John och surmaskinen var en radioserie av Claes Eriksson med Galenskaparna.
Redan 1978 gjorde Claes Eriksson radioserien Häng med till farbror John som var ett barnprogram. 1982 sändes det sista programmet av serien, Farbror John och surmaskinen. Hela programserien byggde på fantasi och allt var mycket pedagogiskt. I varje program behandlades olika ämnen – exempelvis olika känslor. Dessutom handlade programmet om en maskin som farbror John hade uppfunnit, en maskin som gjorde att man blev av med all sin surhet! Claes Eriksson spelade själv farbror John och dessutom medverkade musikern Ole Moe som gjorde en del av musiken i produktionen. Detta program gavs 1978 ut på kassett. På B-sidan återfanns spridda låtar ur radioserien, där även Kerstin Granlund och Anders Eriksson medverkade.
Texter
- Kom allihopa
- Den sura visan om mig
- Farbror ballong
- Känsliga Charlie
- En visa om spöken och monster (musik: Ole Moe)
- Vår stora fantasisång
- Farbror Johns rock'n roll "Haba haba haba" (musik: Lillebjörn Nielsen)

B-sidan:
1. En brun liten ko
2. En lapp från Krille
3. Vera
4. Nyhetsvisan (musik: Leif Moe)
5. Fågelungens flygsång
6. Ormens krälsång
7. Våra tänder
8. Vad är det där som känns ibland? (musik: Leif Moe)
9. Vår stora fantasisång